# Taeniodera brahmana
Taeniodera brahmana är en skalbaggsart som beskrevs av Jakl 2008. Taeniodera brahmana ingår i släktet Taeniodera och familjen Cetoniidae. Inga underarter finns listade i Catalogue of Life.